# Eudonia pentaspila
Eudonia pentaspila là một loài bướm đêm thuộc họ Crambidae. Nó là loài đặc hữu của Oahu.